# Brasilienpivi
Brasilienpivi (Contopus cinereus) är en fågel i familjen tyranner inom ordningen tättingar.

## Utseende och läte
Brasilienpivin är en liten grå tyrann utan särskilda kännetecken. Huvudet har spetsig hjässa och undre näbbhalvan är gul. Vissa fåglar kan uppvisa svaga vingband och en gulaktig anstrykning på buken. I Anderna kan den vindertid dela utbredningsområde med östpivi och västpivi men skiljer sig från dessa genom kortare vingar, längre stjärt och en svag fläck mellan näbb och öga. Lätet beskrivs som ett explosivt "CHIpeer". Även serier med vassa tjipande toner kan höras.

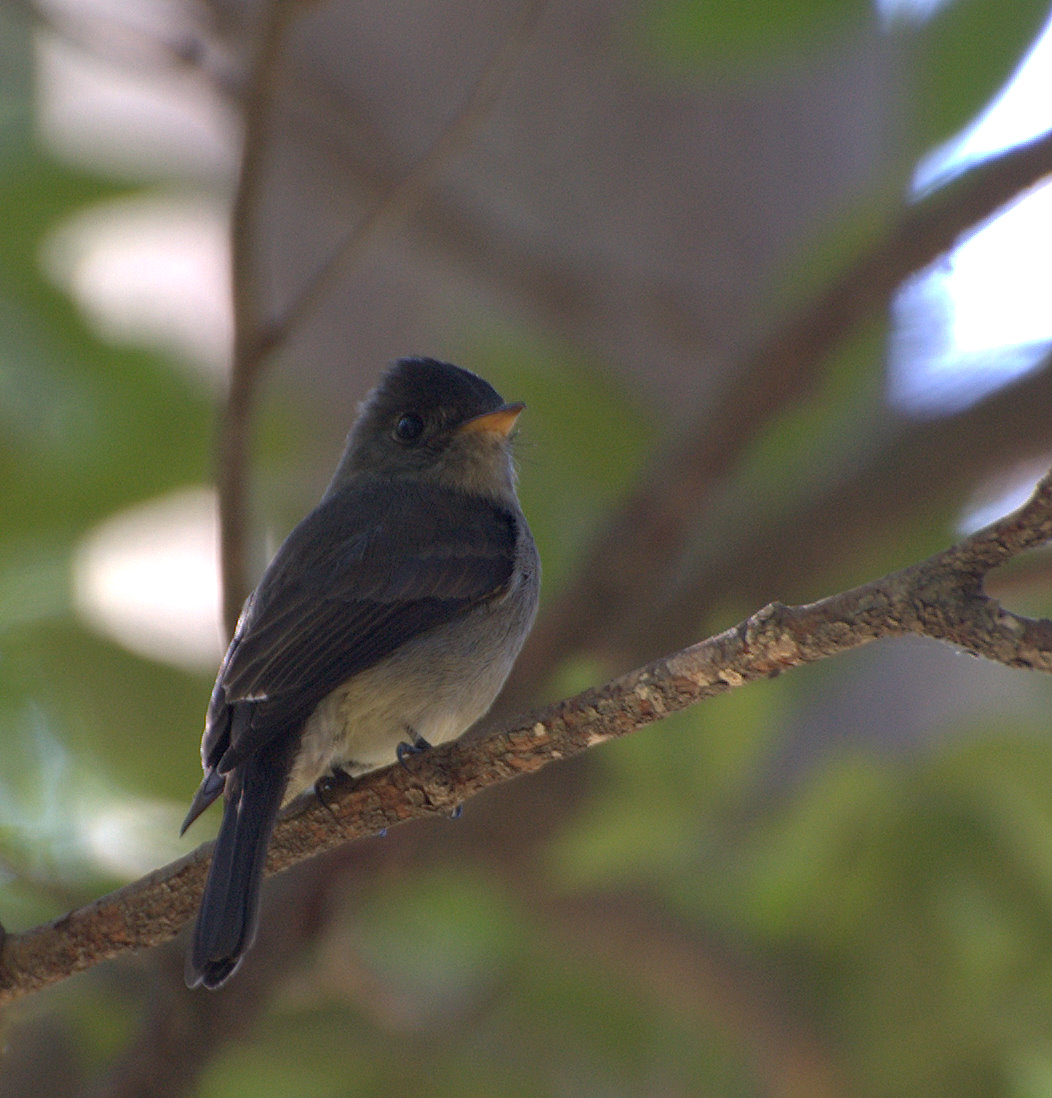

## Utbredning och systematik
Brasilienpivi delas in i två underarter med följande utbredning:
- C. c. pallescens – förekommer från sydostligaste Peru till östra Brasilien, Bolivia och nordvästra Argentina
- C. c. cinereus – förekommer från sydöstra Brasilien (från Bahia till Paraná) till östra Paraguay och nordöstra Argentina

Tidigare inkluderades Contopus bogotensis i arten, då med svenska trivialnamnet tropikpivi, men urskildes 2016 som egen art av BirdLife International, 2022 av tongivande eBird/Clements och 2023 av International Ornithological Congress. I samband med uppdelningen flyttades det svenska namnet över till bogotensis och cinereus tilldelades det nuvarande namnet brasilienpivi. Även tumbespivin (C. punensis) har tidigare behandlats som en del av cinereus.

## Levnadssätt
Brasilienpivin hittas i skogsbryn, gläntor och hyggen. Den ses ofta sitta på en exponerad gren, varifrån den gör aktobatiska utfall i luften för att fånga insekter.

## Status
Arten har ett stort utbredningsområde och beståndet anses vara stabilt. Internationella naturvårdsunionen IUCN listar den därför som livskraftig (LC).